# Список астероїдів (18201—18300)
| Назва                              | Тимчасове позначення | Дата відкриття   | Місце відкриття                | Відкривач                                              |
| ---------------------------------- | -------------------- | ---------------- | ------------------------------ | ------------------------------------------------------ |
| (18201) 2733 P-L                   | 2733 P-L             | 24 вересня 1960  | Паломарська обсерваторія       | К. Й. ван Гаутен, І. ван Гаутен-Ґроневельд, Т. Герельс |
| (18202) 2757 P-L                   | 2757 P-L             | 24 вересня 1960  | Паломарська обсерваторія       | К. Й. ван Гаутен, І. ван Гаутен-Ґроневельд, Т. Герельс |
| (18203) 2837 P-L                   | 2837 P-L             | 24 вересня 1960  | Паломарська обсерваторія       | К. Й. ван Гаутен, І. ван Гаутен-Ґроневельд, Т. Герельс |
| (18204) 3065 P-L                   | 3065 P-L             | 24 вересня 1960  | Паломарська обсерваторія       | К. Й. ван Гаутен, І. ван Гаутен-Ґроневельд, Т. Герельс |
| (18205) 3090 P-L                   | 3090 P-L             | 24 вересня 1960  | Паломарська обсерваторія       | К. Й. ван Гаутен, І. ван Гаутен-Ґроневельд, Т. Герельс |
| (18206) 3093 P-L                   | 3093 P-L             | 24 вересня 1960  | Паломарська обсерваторія       | К. Й. ван Гаутен, І. ван Гаутен-Ґроневельд, Т. Герельс |
| (18207) 4041 P-L                   | 4041 P-L             | 24 вересня 1960  | Паломарська обсерваторія       | К. Й. ван Гаутен, І. ван Гаутен-Ґроневельд, Т. Герельс |
| (18208) 4095 P-L                   | 4095 P-L             | 24 вересня 1960  | Паломарська обсерваторія       | К. Й. ван Гаутен, І. ван Гаутен-Ґроневельд, Т. Герельс |
| (18209) 4158 P-L                   | 4158 P-L             | 24 вересня 1960  | Паломарська обсерваторія       | К. Й. ван Гаутен, І. ван Гаутен-Ґроневельд, Т. Герельс |
| (18210) 4529 P-L                   | 4529 P-L             | 24 вересня 1960  | Паломарська обсерваторія       | К. Й. ван Гаутен, І. ван Гаутен-Ґроневельд, Т. Герельс |
| (18211) 4597 P-L                   | 4597 P-L             | 24 вересня 1960  | Паломарська обсерваторія       | К. Й. ван Гаутен, І. ван Гаутен-Ґроневельд, Т. Герельс |
| (18212) 4603 P-L                   | 4603 P-L             | 24 вересня 1960  | Паломарська обсерваторія       | К. Й. ван Гаутен, І. ван Гаутен-Ґроневельд, Т. Герельс |
| (18213) 4607 P-L                   | 4607 P-L             | 24 вересня 1960  | Паломарська обсерваторія       | К. Й. ван Гаутен, І. ван Гаутен-Ґроневельд, Т. Герельс |
| (18214) 4615 P-L                   | 4615 P-L             | 24 вересня 1960  | Паломарська обсерваторія       | К. Й. ван Гаутен, І. ван Гаутен-Ґроневельд, Т. Герельс |
| (18215) 4792 P-L                   | 4792 P-L             | 24 вересня 1960  | Паломарська обсерваторія       | К. Й. ван Гаутен, І. ван Гаутен-Ґроневельд, Т. Герельс |
| (18216) 4917 P-L                   | 4917 P-L             | 24 вересня 1960  | Паломарська обсерваторія       | К. Й. ван Гаутен, І. ван Гаутен-Ґроневельд, Т. Герельс |
| (18217) 5021 P-L                   | 5021 P-L             | 17 жовтня 1960   | Паломарська обсерваторія       | К. Й. ван Гаутен, І. ван Гаутен-Ґроневельд, Т. Герельс |
| (18218) 6245 P-L                   | 6245 P-L             | 24 вересня 1960  | Паломарська обсерваторія       | К. Й. ван Гаутен, І. ван Гаутен-Ґроневельд, Т. Герельс |
| (18219) 6260 P-L                   | 6260 P-L             | 24 вересня 1960  | Паломарська обсерваторія       | К. Й. ван Гаутен, І. ван Гаутен-Ґроневельд, Т. Герельс |
| (18220) 6286 P-L                   | 6286 P-L             | 24 вересня 1960  | Паломарська обсерваторія       | К. Й. ван Гаутен, І. ван Гаутен-Ґроневельд, Т. Герельс |
| (18221) 6526 P-L                   | 6526 P-L             | 24 вересня 1960  | Паломарська обсерваторія       | К. Й. ван Гаутен, І. ван Гаутен-Ґроневельд, Т. Герельс |
| (18222) 6669 P-L                   | 6669 P-L             | 24 вересня 1960  | Паломарська обсерваторія       | К. Й. ван Гаутен, І. ван Гаутен-Ґроневельд, Т. Герельс |
| (18223) 6700 P-L                   | 6700 P-L             | 24 вересня 1960  | Паломарська обсерваторія       | К. Й. ван Гаутен, І. ван Гаутен-Ґроневельд, Т. Герельс |
| (18224) 6726 P-L                   | 6726 P-L             | 24 вересня 1960  | Паломарська обсерваторія       | К. Й. ван Гаутен, І. ван Гаутен-Ґроневельд, Т. Герельс |
| (18225) 7069 P-L                   | 7069 P-L             | 22 жовтня 1960   | Паломарська обсерваторія       | К. Й. ван Гаутен, І. ван Гаутен-Ґроневельд, Т. Герельс |
| (18226) 1182 T-1                   | 1182 T-1             | 25 березня 1971  | Паломарська обсерваторія       | К. Й. ван Гаутен, І. ван Гаутен-Ґроневельд, Т. Герельс |
| (18227) 1222 T-1                   | 1222 T-1             | 25 березня 1971  | Паломарська обсерваторія       | К. Й. ван Гаутен, І. ван Гаутен-Ґроневельд, Т. Герельс |
| 18228 Hyperenor                    | 3163 T-1             | 26 березня 1971  | Паломарська обсерваторія       | К. Й. ван Гаутен, І. ван Гаутен-Ґроневельд, Т. Герельс |
| (18229) 3222 T-1                   | 3222 T-1             | 26 березня 1971  | Паломарська обсерваторія       | К. Й. ван Гаутен, І. ван Гаутен-Ґроневельд, Т. Герельс |
| (18230) 3285 T-1                   | 3285 T-1             | 26 березня 1971  | Паломарська обсерваторія       | К. Й. ван Гаутен, І. ван Гаутен-Ґроневельд, Т. Герельс |
| (18231) 3286 T-1                   | 3286 T-1             | 26 березня 1971  | Паломарська обсерваторія       | К. Й. ван Гаутен, І. ван Гаутен-Ґроневельд, Т. Герельс |
| (18232) 3322 T-1                   | 3322 T-1             | 26 березня 1971  | Паломарська обсерваторія       | К. Й. ван Гаутен, І. ван Гаутен-Ґроневельд, Т. Герельс |
| (18233) 4068 T-1                   | 4068 T-1             | 26 березня 1971  | Паломарська обсерваторія       | К. Й. ван Гаутен, І. ван Гаутен-Ґроневельд, Т. Герельс |
| (18234) 4262 T-1                   | 4262 T-1             | 26 березня 1971  | Паломарська обсерваторія       | К. Й. ван Гаутен, І. ван Гаутен-Ґроневельд, Т. Герельс |
| 18235 Лінден-Белл (Lynden-Bell)    | 1003 T-2             | 29 вересня 1973  | Паломарська обсерваторія       | К. Й. ван Гаутен, І. ван Гаутен-Ґроневельд, Т. Герельс |
| 18236 Бернардбьорке (Bernardburke) | 1059 T-2             | 29 вересня 1973  | Паломарська обсерваторія       | К. Й. ван Гаутен, І. ван Гаутен-Ґроневельд, Т. Герельс |
| 18237 Кенфрімен (Kenfreeman)       | 1182 T-2             | 29 вересня 1973  | Паломарська обсерваторія       | К. Й. ван Гаутен, І. ван Гаутен-Ґроневельд, Т. Герельс |
| 18238 Френкшу (Frankshu)           | 1241 T-2             | 29 вересня 1973  | Паломарська обсерваторія       | К. Й. ван Гаутен, І. ван Гаутен-Ґроневельд, Т. Герельс |
| 18239 Екерс (Ekers)                | 1251 T-2             | 29 вересня 1973  | Паломарська обсерваторія       | К. Й. ван Гаутен, І. ван Гаутен-Ґроневельд, Т. Герельс |
| 18240 Маолд (Mould)                | 1317 T-2             | 29 вересня 1973  | Паломарська обсерваторія       | К. Й. ван Гаутен, І. ван Гаутен-Ґроневельд, Т. Герельс |
| 18241 Ґензель (Genzel)             | 1325 T-2             | 29 вересня 1973  | Паломарська обсерваторія       | К. Й. ван Гаутен, І. ван Гаутен-Ґроневельд, Т. Герельс |
| 18242 Піблс (Peebles)              | 2102 T-2             | 29 вересня 1973  | Паломарська обсерваторія       | К. Й. ван Гаутен, І. ван Гаутен-Ґроневельд, Т. Герельс |
| 18243 Ґунн (Gunn)                  | 2272 T-2             | 29 вересня 1973  | Паломарська обсерваторія       | К. Й. ван Гаутен, І. ван Гаутен-Ґроневельд, Т. Герельс |
| 18244 Аннейла (Anneila)            | 3008 T-2             | 30 вересня 1973  | Паломарська обсерваторія       | К. Й. ван Гаутен, І. ван Гаутен-Ґроневельд, Т. Герельс |
| (18245) 3061 T-2                   | 3061 T-2             | 30 вересня 1973  | Паломарська обсерваторія       | К. Й. ван Гаутен, І. ван Гаутен-Ґроневельд, Т. Герельс |
| (18246) 3088 T-2                   | 3088 T-2             | 30 вересня 1973  | Паломарська обсерваторія       | К. Й. ван Гаутен, І. ван Гаутен-Ґроневельд, Т. Герельс |
| (18247) 3151 T-2                   | 3151 T-2             | 30 вересня 1973  | Паломарська обсерваторія       | К. Й. ван Гаутен, І. ван Гаутен-Ґроневельд, Т. Герельс |
| (18248) 3152 T-2                   | 3152 T-2             | 30 вересня 1973  | Паломарська обсерваторія       | К. Й. ван Гаутен, І. ван Гаутен-Ґроневельд, Т. Герельс |
| (18249) 3175 T-2                   | 3175 T-2             | 30 вересня 1973  | Паломарська обсерваторія       | К. Й. ван Гаутен, І. ван Гаутен-Ґроневельд, Т. Герельс |
| (18250) 3178 T-2                   | 3178 T-2             | 30 вересня 1973  | Паломарська обсерваторія       | К. Й. ван Гаутен, І. ван Гаутен-Ґроневельд, Т. Герельс |
| (18251) 3207 T-2                   | 3207 T-2             | 30 вересня 1973  | Паломарська обсерваторія       | К. Й. ван Гаутен, І. ван Гаутен-Ґроневельд, Т. Герельс |
| (18252) 3282 T-2                   | 3282 T-2             | 30 вересня 1973  | Паломарська обсерваторія       | К. Й. ван Гаутен, І. ван Гаутен-Ґроневельд, Т. Герельс |
| (18253) 3295 T-2                   | 3295 T-2             | 30 вересня 1973  | Паломарська обсерваторія       | К. Й. ван Гаутен, І. ван Гаутен-Ґроневельд, Т. Герельс |
| (18254) 4062 T-2                   | 4062 T-2             | 29 вересня 1973  | Паломарська обсерваторія       | К. Й. ван Гаутен, І. ван Гаутен-Ґроневельд, Т. Герельс |
| (18255) 4188 T-2                   | 4188 T-2             | 29 вересня 1973  | Паломарська обсерваторія       | К. Й. ван Гаутен, І. ван Гаутен-Ґроневельд, Т. Герельс |
| (18256) 4195 T-2                   | 4195 T-2             | 29 вересня 1973  | Паломарська обсерваторія       | К. Й. ван Гаутен, І. ван Гаутен-Ґроневельд, Т. Герельс |
| (18257) 4209 T-2                   | 4209 T-2             | 29 вересня 1973  | Паломарська обсерваторія       | К. Й. ван Гаутен, І. ван Гаутен-Ґроневельд, Т. Герельс |
| (18258) 4250 T-2                   | 4250 T-2             | 29 вересня 1973  | Паломарська обсерваторія       | К. Й. ван Гаутен, І. ван Гаутен-Ґроневельд, Т. Герельс |
| (18259) 4311 T-2                   | 4311 T-2             | 29 вересня 1973  | Паломарська обсерваторія       | К. Й. ван Гаутен, І. ван Гаутен-Ґроневельд, Т. Герельс |
| (18260) 5056 T-2                   | 5056 T-2             | 25 вересня 1973  | Паломарська обсерваторія       | К. Й. ван Гаутен, І. ван Гаутен-Ґроневельд, Т. Герельс |
| (18261) 5065 T-2                   | 5065 T-2             | 25 вересня 1973  | Паломарська обсерваторія       | К. Й. ван Гаутен, І. ван Гаутен-Ґроневельд, Т. Герельс |
| (18262) 5125 T-2                   | 5125 T-2             | 25 вересня 1973  | Паломарська обсерваторія       | К. Й. ван Гаутен, І. ван Гаутен-Ґроневельд, Т. Герельс |
| 18263 Anchialos                    | 5167 T-2             | 25 вересня 1973  | Паломарська обсерваторія       | К. Й. ван Гаутен, І. ван Гаутен-Ґроневельд, Т. Герельс |
| (18264) 5184 T-2                   | 5184 T-2             | 25 вересня 1973  | Паломарська обсерваторія       | К. Й. ван Гаутен, І. ван Гаутен-Ґроневельд, Т. Герельс |
| (18265) 1136 T-3                   | 1136 T-3             | 16 жовтня 1977   | Паломарська обсерваторія       | К. Й. ван Гаутен, І. ван Гаутен-Ґроневельд, Т. Герельс |
| (18266) 1189 T-3                   | 1189 T-3             | 17 жовтня 1977   | Паломарська обсерваторія       | К. Й. ван Гаутен, І. ван Гаутен-Ґроневельд, Т. Герельс |
| (18267) 2122 T-3                   | 2122 T-3             | 16 жовтня 1977   | Паломарська обсерваторія       | К. Й. ван Гаутен, І. ван Гаутен-Ґроневельд, Т. Герельс |
| 18268 Dardanos                     | 2140 T-3             | 16 жовтня 1977   | Паломарська обсерваторія       | К. Й. ван Гаутен, І. ван Гаутен-Ґроневельд, Т. Герельс |
| (18269) 2206 T-3                   | 2206 T-3             | 16 жовтня 1977   | Паломарська обсерваторія       | К. Й. ван Гаутен, І. ван Гаутен-Ґроневельд, Т. Герельс |
| (18270) 2312 T-3                   | 2312 T-3             | 16 жовтня 1977   | Паломарська обсерваторія       | К. Й. ван Гаутен, І. ван Гаутен-Ґроневельд, Т. Герельс |
| (18271) 2332 T-3                   | 2332 T-3             | 16 жовтня 1977   | Паломарська обсерваторія       | К. Й. ван Гаутен, І. ван Гаутен-Ґроневельд, Т. Герельс |
| (18272) 2495 T-3                   | 2495 T-3             | 16 жовтня 1977   | Паломарська обсерваторія       | К. Й. ван Гаутен, І. ван Гаутен-Ґроневельд, Т. Герельс |
| (18273) 3140 T-3                   | 3140 T-3             | 16 жовтня 1977   | Паломарська обсерваторія       | К. Й. ван Гаутен, І. ван Гаутен-Ґроневельд, Т. Герельс |
| (18274) 3150 T-3                   | 3150 T-3             | 16 жовтня 1977   | Паломарська обсерваторія       | К. Й. ван Гаутен, І. ван Гаутен-Ґроневельд, Т. Герельс |
| (18275) 3173 T-3                   | 3173 T-3             | 16 жовтня 1977   | Паломарська обсерваторія       | К. Й. ван Гаутен, І. ван Гаутен-Ґроневельд, Т. Герельс |
| (18276) 3355 T-3                   | 3355 T-3             | 16 жовтня 1977   | Паломарська обсерваторія       | К. Й. ван Гаутен, І. ван Гаутен-Ґроневельд, Т. Герельс |
| (18277) 3446 T-3                   | 3446 T-3             | 16 жовтня 1977   | Паломарська обсерваторія       | К. Й. ван Гаутен, І. ван Гаутен-Ґроневельд, Т. Герельс |
| 18278 Drymas                       | 4035 T-3             | 16 жовтня 1977   | Паломарська обсерваторія       | К. Й. ван Гаутен, І. ван Гаутен-Ґроневельд, Т. Герельс |
| (18279) 4221 T-3                   | 4221 T-3             | 16 жовтня 1977   | Паломарська обсерваторія       | К. Й. ван Гаутен, І. ван Гаутен-Ґроневельд, Т. Герельс |
| (18280) 4245 T-3                   | 4245 T-3             | 16 жовтня 1977   | Паломарська обсерваторія       | К. Й. ван Гаутен, І. ван Гаутен-Ґроневельд, Т. Герельс |
| 18281 Tros                         | 4317 T-3             | 16 жовтня 1977   | Паломарська обсерваторія       | К. Й. ван Гаутен, І. ван Гаутен-Ґроневельд, Т. Герельс |
| 18282 Ilos                         | 4369 T-3             | 16 жовтня 1977   | Паломарська обсерваторія       | К. Й. ван Гаутен, І. ван Гаутен-Ґроневельд, Т. Герельс |
| (18283) 5165 T-3                   | 5165 T-3             | 16 жовтня 1977   | Паломарська обсерваторія       | К. Й. ван Гаутен, І. ван Гаутен-Ґроневельд, Т. Герельс |
| 18284 Tsereteli                    | 1970 PU              | 10 серпня 1970   | КрАО                           | КрАО                                                   |
| 18285 Vladplatonov                 | 1972 GJ              | 14 квітня 1972   | КрАО                           | Людмила Черних                                         |
| 18286 Кнейпп (Kneipp)              | 1973 UN5             | 27 жовтня 1973   | Обсерваторія Карла Шварцшильда | Ф. Бернґен                                             |
| 18287 Verkin                       | 1975 TU3             | 3 жовтня 1975    | КрАО                           | Людмила Черних                                         |
| 18288 Ноздрачов (Nozdrachev)       | 1975 VX2             | 2 листопада 1975 | КрАО                           | Смирнова Тамара Михайлівна                             |
| (18289) 1976 UB16                  | 1976 UB16            | 22 жовтня 1976   | Обсерваторія Кісо              | Хірокі Косаї, Кіїтіро Фурукава                         |
| (18290) 1977 DR2                   | 1977 DR2             | 18 лютого 1977   | Обсерваторія Кісо              | Хірокі Косаї, Кіїтіро Фурукава                         |
| (18291) 1977 DL4                   | 1977 DL4             | 18 лютого 1977   | Обсерваторія Кісо              | Хірокі Косаї, Кіїтіро Фурукава                         |
| 18292 Золтовські (Zoltowski)       | 1977 FB              | 17 березня 1977  | Гарвардська обсерваторія       | Гарвардська обсерваторія                               |
| 18293 Пілюгін (Pilyugin)           | 1978 SQ4             | 27 вересня 1978  | КрАО                           | Черних Людмила Іванівна                                |
| 18294 Rudenko                      | 1978 SF5             | 27 вересня 1978  | КрАО                           | Людмила Черних                                         |
| 18295 Боріспетров (Borispetrov)    | 1978 TT7             | 2 жовтня 1978    | КрАО                           | Журавльова Людмила Василівна                           |
| (18296) 1978 VW2                   | 1978 VW2             | 7 листопада 1978 | Паломарська обсерваторія       | Е. Гелін, Ш. Дж. Бас                                   |
| (18297) 1978 VG4                   | 1978 VG4             | 7 листопада 1978 | Паломарська обсерваторія       | Е. Гелін, Ш. Дж. Бас                                   |
| (18298) 1979 MZ4                   | 1979 MZ4             | 25 червня 1979   | Обсерваторія Сайдинг-Спрінг    | Е. Гелін, Ш. Дж. Бас                                   |
| (18299) 1979 MT8                   | 1979 MT8             | 25 червня 1979   | Обсерваторія Сайдинг-Спрінг    | Е. Гелін, Ш. Дж. Бас                                   |
| (18300) 1979 PA                    | 1979 PA              | 14 серпня 1979   | Обсерваторія Клеть             | Антонін Мркос                                          |

| ← Астероїди 10001—20000 → |             |             |             |             |             |             |             |             |             |
| 10001—10100               | 11001—11100 | 12001—12100 | 13001—13100 | 14001—14100 | 15001—15100 | 16001—16100 | 17001—17100 | 18001—18100 | 19001—19100 |
| 10101—10200               | 11101—11200 | 12101—12200 | 13101—13200 | 14101—14200 | 15101—15200 | 16101—16200 | 17101—17200 | 18101—18200 | 19101—19200 |
| 10201—10300               | 11201—11300 | 12201—12300 | 13201—13300 | 14201—14300 | 15201—15300 | 16201—16300 | 17201—17300 | 18201—18300 | 19201—19300 |
| 10301—10400               | 11301—11400 | 12301—12400 | 13301—13400 | 14301—14400 | 15301—15400 | 16301—16400 | 17301—17400 | 18301—18400 | 19301—19400 |
| 10401—10500               | 11401—11500 | 12401—12500 | 13401—13500 | 14401—14500 | 15401—15500 | 16401—16500 | 17401—17500 | 18401—18500 | 19401—19500 |
| 10501—10600               | 11501—11600 | 12501—12600 | 13501—13600 | 14501—14600 | 15501—15600 | 16501—16600 | 17501—17600 | 18501—18600 | 19501—19600 |
| 10601—10700               | 11601—11700 | 12601—12700 | 13601—13700 | 14601—14700 | 15601—15700 | 16601—16700 | 17601—17700 | 18601—18700 | 19601—19700 |
| 10701—10800               | 11701—11800 | 12701—12800 | 13701—13800 | 14701—14800 | 15701—15800 | 16701—16800 | 17701—17800 | 18701—18800 | 19701—19800 |
| 10801—10900               | 11801—11900 | 12801—12900 | 13801—13900 | 14801—14900 | 15801—15900 | 16801—16900 | 17801—17900 | 18801—18900 | 19801—19900 |
| 10901—11000               | 11901—12000 | 12901—13000 | 13901—14000 | 14901—15000 | 15901—16000 | 16901—17000 | 17901—18000 | 18901—19000 | 19901—20000 |